# Cyriaque Louvion
Cyriaque Louvion (Port-Sauveur, 24 luglio 1987) è un calciatore francese, difensore del Thonon Évian.

## Carriera

### Club
Dopo aver giocato per 5 stagioni con la maglia del Le Mans, si svincola e sigla un contratto di triennale con il Le Havre.

### Nazionale
Nel 2007 ha giocato 2 partite con la nazionale francese Under-21.